# Aggius
Aggius (galurski: Àggju) je grad i općina (comune) u pokrajini Sassariju u regiji Sardiniji, Italija. Nalazi se na nadmorskoj visini od 514 metara i ima 1 504 stanovnika.
 Prostire se na 86,31 km2. Gustoća naseljenosti je 17 st/km2.
Susjedne općine su: Aglientu, Bortigiadas, Tempio Pausania, Trinità d'Agultu e Vignola i Viddalba.